# 布雷斯維爾 (伊利諾伊州)
布雷斯維爾（英語：Braceville）是位於美國伊利諾伊州格蘭迪縣的一個村落。

## 地理
布雷斯維爾的座標為41°13′35″N 88°11′55″W / 41.22639°N 88.19861°W，而該地最高點為海拔高度176米（即577英尺）。

## 人口
根據2010年美國人口普查的數據，布雷斯維爾的面積為7.25平方千米，當中陸地面積為7.08平方千米，而水域面積為0.17平方千米。當地共有人口793人，而人口密度為每平方千米109人。